# مسیر ریلی بینا خزری

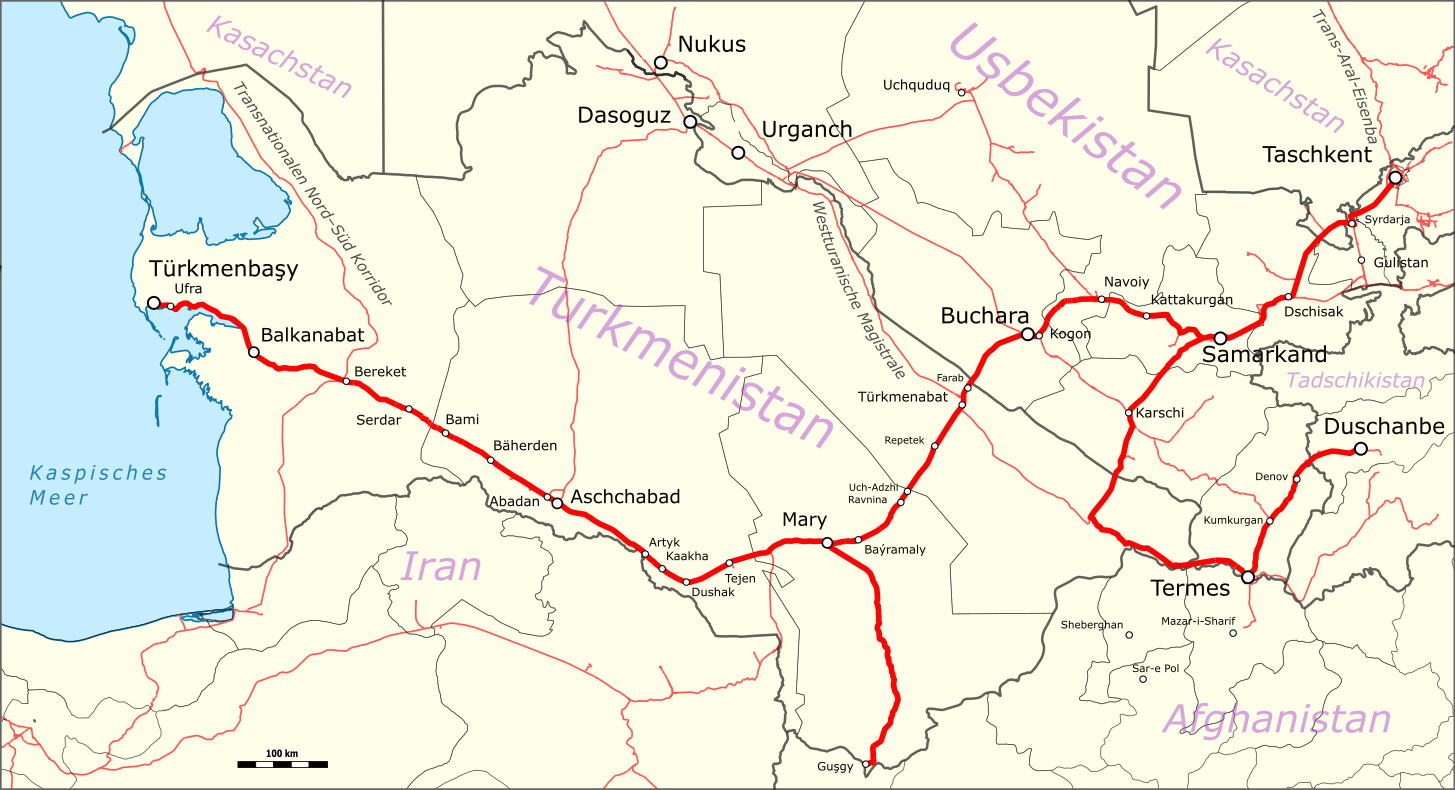
نقشه راه‌آهن بینا خزری

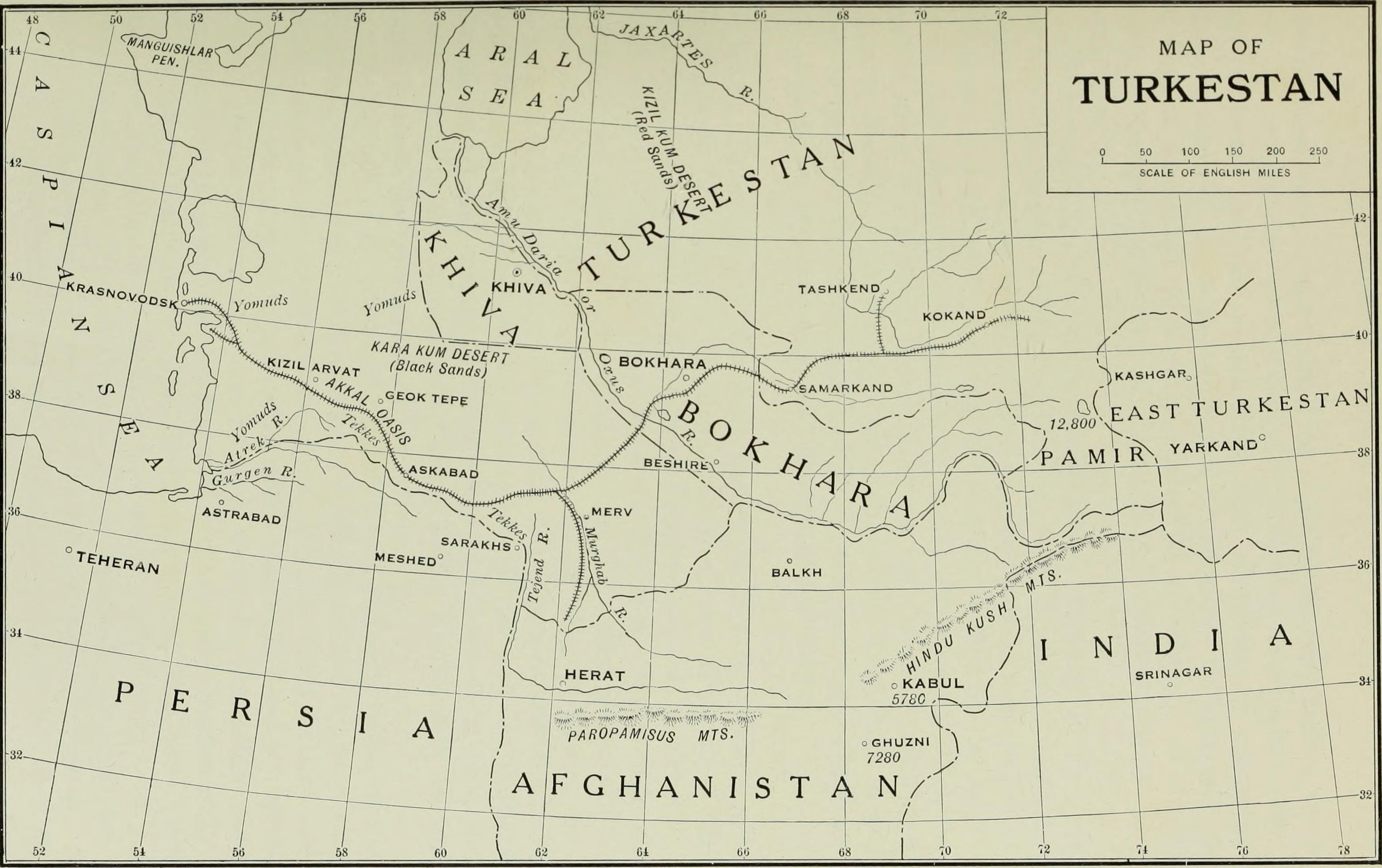
نقشه راه‌آهن آسیای مرکزی در سال ۱۹۲۲ میلادی. راه‌آهن از ترکمن‌باشی به خوقند و تاشکند از طریق عشق‌آباد، بخارا و سمرقند ادامه داشت.

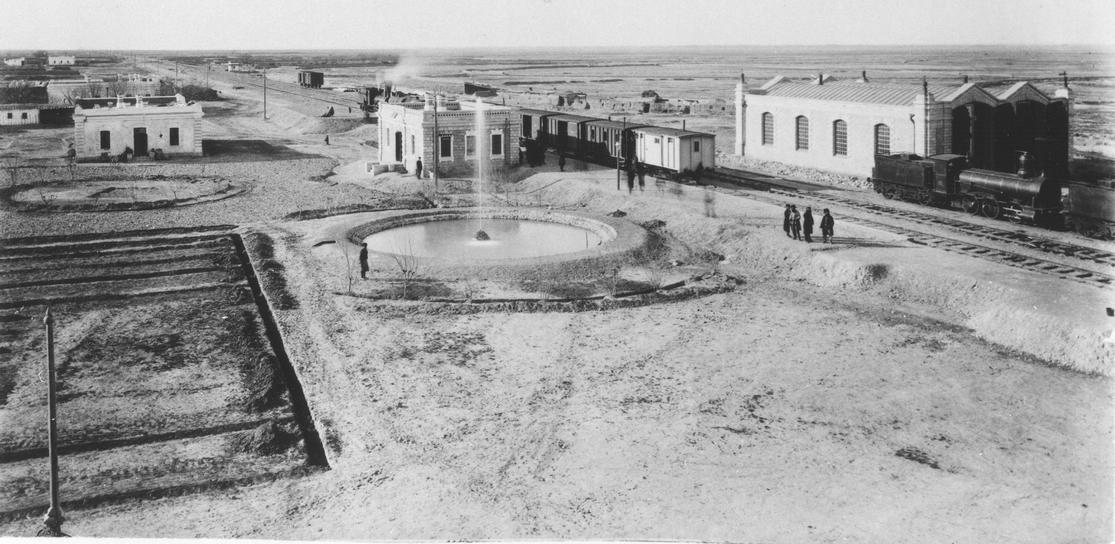
ایستگاه بهارلی در راه‌آهن بینا خزری حدوداً ۱۸۹۰ میلادی

راه‌آهن بینا خزری، راه‌آهن ترانس خزری که راه‌آهن آسیای مرکزی نیز خوانده می‌شود (به انگلیسی:Trans-Caspian Railway به روسی: Среднеазиатская железная дорога) راه‌آهنی است که مسیر جاده ابریشم را از طریق بیشتر غرب آسیای مرکزی دنبال می‌کند. این مسیر ریلی توسط امپراتوری روسیه در طول گسترش آن به آسیای مرکزی در قرن ۱۹م میلادی ساخته شد. این راه‌آهن در سال ۱۸۷۹ میلادی و پس از پیروزی روسیه بر خوقند راه اندازی شد. در اصل هدف از ساخت این راه‌آهن برای هدفی نظامی و برای تسهیل و کمک به ارتش امپراتوری روسیه در اقدامات علیه مقاومت محلی در برابر حکومت آنها تشکیل شد. با این حال، زمانی که جرج کرزن از این راه‌آهن بازدید کرد، اظهار داشت که اهمیت این راه‌آهن فراتر از کنترل نظامی محلی است و منافع بریتانیا در آسیا را تهدید می‌کند.

## تاریخ

### ساخت و ساز

مسیر راه‌آهن بینا خزری در ترکمنستان

مسیر راه‌آهن بینا خزری در ازبکستان

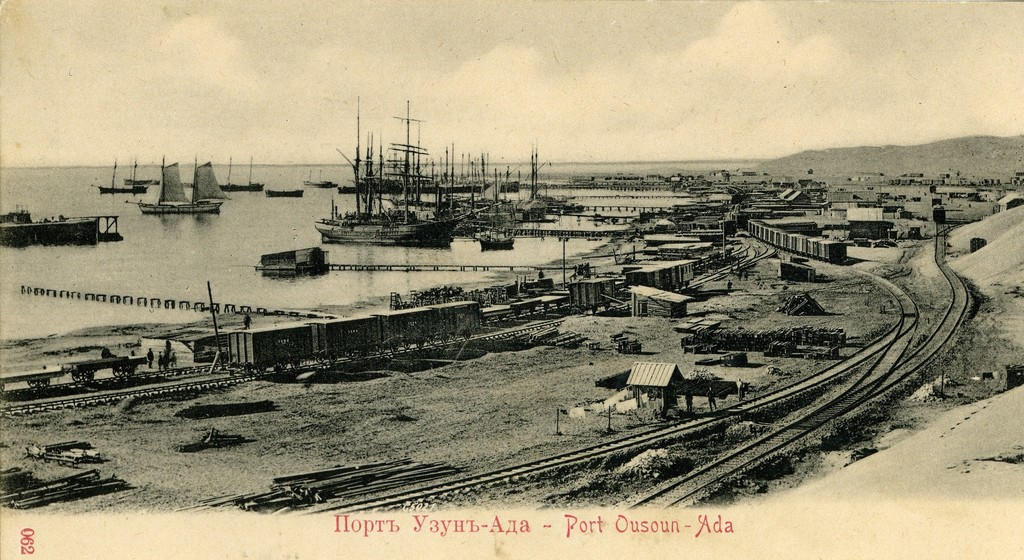
بندر اوزون آدا و ایستگاه راه‌آهن

در سال ۱۸۷۹ میلادی ساخت یک راه‌آهن با «narrow-gauge railway» به شهر سردار در ارتباط با فتح شرق دریای خزر (Transcaspian Oblast - Wikipedia) توسط امپراتوری روسیه و توسط ژنرال میخائیل اسکوبلف آغاز شد. به سرعت به گیج استاندارد روسی 5 ft (۱٬۵۲۴ mm) تغییر یافت و ساخت و ساز تا عشق آباد و مرو (مری امروزی) تحت فرماندهی ژنرال مایکل نیکولایویچ آننکوف در سال ۱۸۸۶ میلادی تکمیل شد. در ابتدا این خط از Uzun-Ada در دریای خزر شروع می‌شد، اما پایانه بعداً به سمت شمال به بندر ترکمن‌باشی منتقل شد. این راه‌آهن در سال ۱۸۸۸ میلادی از طریق بخارا به سمرقند رسید و در آنجا به مدت ده سال متوقف شد تا اینکه در سال ۱۸۹۸ میلادی به تاشکند و اندیجان گسترش یافت. پل دائمی بر روی آمودریا تا سال ۱۹۰۱ میلادی تکمیل نشد و تا آن زمان قطارها از روی یک سازه چوبی ضعیفی عبور می‌کردند که اغلب در اثر سیل آسیب می‌دید. در اوایل سال ۱۹۰۵ میلادی، یک کشتی طراحی شده برای حمل قطار از Krasnovodsk به باکو در آذربایجان و دیگر نقاط در دریای خزر وجود داشت. راه‌آهن تاشکند که راه‌آهن نظامی بین خزری را با شبکه سایر راه‌آهن‌های روسیه و اروپا متصل می‌کند در سال ۱۹۰۶ میلادی تکمیل شد.

## تأثیر اقتصادی

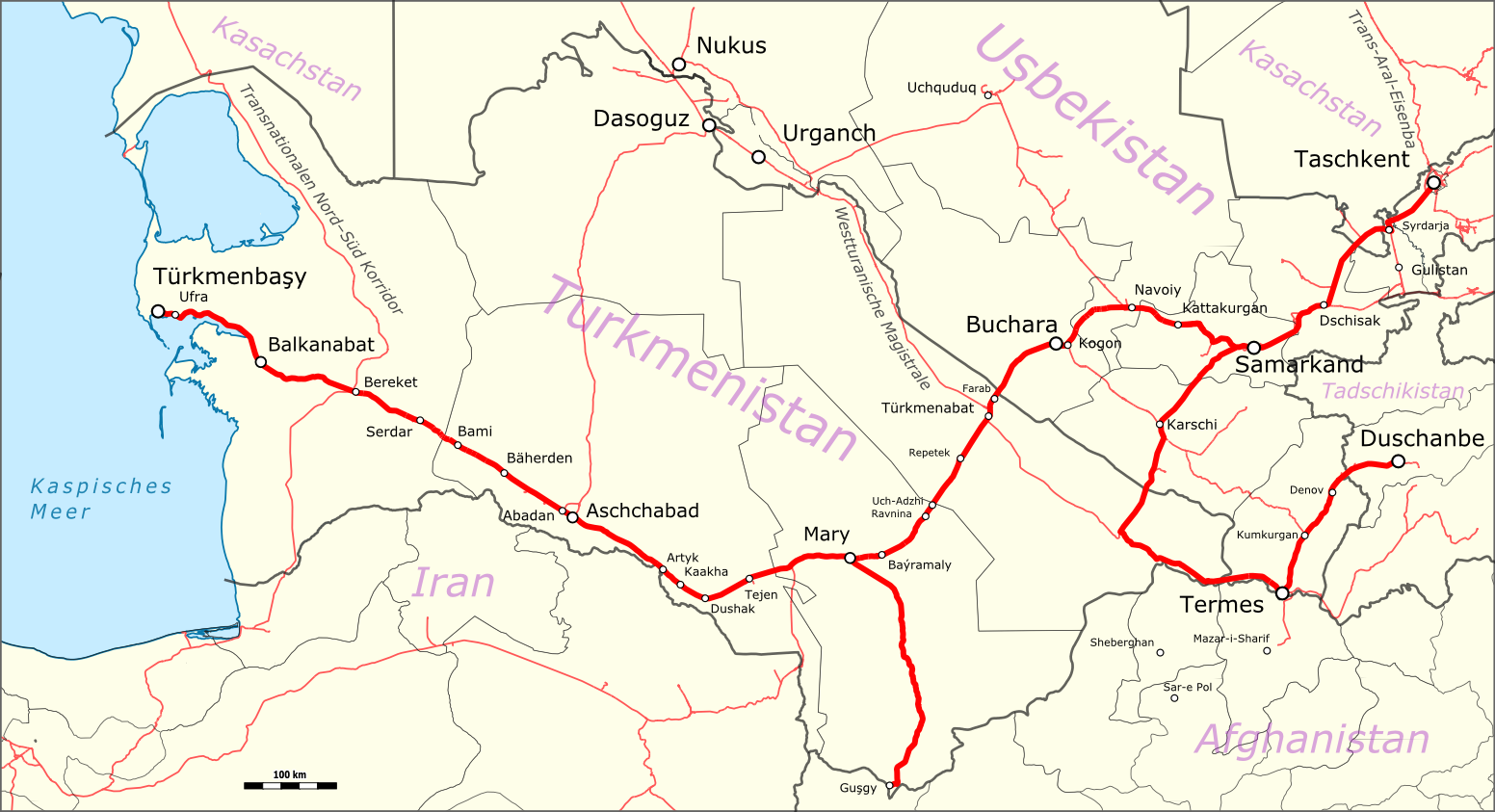
راه‌آهن از ساحل شرقی دریای خزر در ترکمن باشی (Krasnovodsk) شروع می‌شود و به سمت جنوب شرقی، در امتداد لبه بیابان قره‌قوم حرکت می‌کند.

راه‌آهن امکان افزایش گسترده در میزان صادرات پنبه از منطقه را فراهم کرد. این میزان از ۸۷۳٬۰۹۲ Pood در سال ۱۸۸۸ به ۳٬۵۸۸٬۰۲۵ در سال ۱۸۹۳میلادی افزایش یافت. همچنین شکر، نفت سفید، چوب، آهن و مصالح ساختمانی به منطقه وارد شد. این ارقام تجاری رو به افزایش توسط فرماندار کل نیکلای روزنباخ برای بحث در مورد گسترش تاشکند استفاده شد، در حالی که بازرگانی به نام «NI Reshetnikov» بودجه‌های خصوصی را برای همین هدف پیشنهاد کرد.

### انقلاب و جنگ داخلی
این راه‌آهن مهم‌ترین وسیله ارتباطی در این منطقه بود و کارگران راه‌آهن از فعالان اصلی انقلاب روسیه بودند. این سی و پنج کارگر راه‌آهن بودند که در ۲ مارس ۱۹۱۷ میلادی «Tashkent Soviet» را تأسیس کردند. آنها حکم کردند که اداره راه‌آهن باید از عشق آباد خارج شود و کمیسر فرولف را به آن شهر فرستادند، حرکتی که محبوبیت نداشت. به نوبه خود، کارگران راه‌آهن در امتداد انتهای غربی راه‌آهن شروع به جدایی از تاشکند با گرایش بلشویک کردند و «Ashkhabad Executive Committee» را در ۱۴ ژوئیه ۱۹۱۸ میلادی راه‌اندازی کردند.
هم راه‌آهن و هم کارگران نقش مهمی در جنگ داخلی روسیه داشتند. نیروهای ارتش هند بریتانیا در برخی از نبردها در طول خط راه‌آهن شرکت کردند. تاشکند سنگر مهمی برای ارتش سرخ بود.

### تحت اتحاد جماهیر شوروی
در دوره شوروی و پس از آن، این راه‌آهن از تاشکند اداره می‌شد.

## مسیر

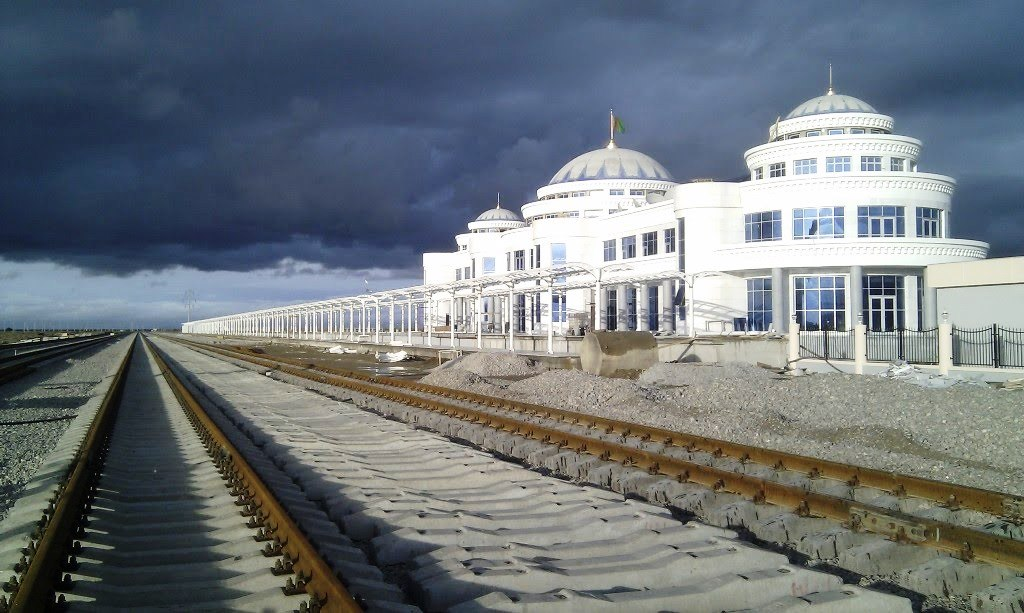
شهر برکت یک پیوند مهم در مسیر ترانس خزر است.

راه‌آهن از ساحل شرقی دریای خزر در ترکمن باشی (Krasnovodsk) شروع می‌شود و به سمت جنوب شرقی، در امتداد لبه بیابان قره‌قوم حرکت می‌کند. تقاطع مهم مسیر و انبار تعمیرات لکوموتیو در شهر برکت (Gazandjyk سابق) حدود ۳۴۰ کیلومتر (۲۱۱ مایل) واقع شده در شرق است. همچنین در این نقطه راه‌آهن ترانس خزر با راه‌آهن فراملی شمال-جنوب تازه احداث شده دچار تقاطع می‌شود. (این راه‌آهن فراملی روسیه، قزاقستان، ترکمنستان و ایران را به هم متصل می‌کند و به خلیج فارس ختم می‌شود .) پس از برکت، مسیر به موازات کانال قره‌قوم حرکت می‌کند. از اشک آباد (عشق آباد) می‌گذرد و به سمت جنوب شرقی ادامه می‌یابد و دامنه کوه‌های کپه داغ را در آغوش می‌گیرد و از تجن می‌گذرد. در تجن، یک راه‌آهن مدرن منشعب می‌شود که به سمت مرز ایران در سرخس و از آنجا به مشهد در ایران می‌رود. از تجن، مسیر ریلی ترانس خزر از طریق مری (مرو) به سمت شمال شرق حرکت می‌کند، جایی که یک خط شاخه‌ای ساخته شده در دهه ۱۸۹۰ میلادی به مرز افغانستان در گوشگی منتهی می‌شود و خط اصلی به ترکمن آباد (Chärjew) می‌رسد. از آنجا، شاخه ریلی که در دوره شوروی ساخته شده‌است، به سمت شمال غربی به گرگانج و از آنجا به قزاقستان و روسیه متصل می‌شود.
خط اصلی از ترکمن آباد تا بخارا ادامه می‌یابد (جایی که یک خط فرعی ساخته شده در سال ۱۹۱۰ میلادی به ترمذ و دوشنبه منتهی می‌شود) و سپس به سمرقند می‌رسد. در سیردریا، جایی که از رودخانه سیر دریا می‌گذرد، شاخه ای ریلی از شرق به دره حاصلخیز فرغانه می‌رود. از آنجا راه‌آهن تا تاشکند ادامه دارد. در آنجا خط دیگری از شمال غربی به قزاقستان منتهی می‌شود که در آریس منشعب می‌شود و راه‌آهن ترکستان-سیبری را به نووسیبیرسک تشکیل می‌دهد.

### مراجع درون خطی
1. ↑  Military power, conflict, and trade by Michael P. Gerace, Routledge, 2004 p182
2. ↑  Russian Colonial Society in Tashkent by Jeff Sahadeo, Indiana University Press, 2007, p120
3. ↑  Russian colonial Society in Tashkent, 1865-1923, by Jeff Sahedeo, Indiana university Press, 2007, p. 190
4. ↑  The Times, The Fighting In Trans-Caspia, 3 March 1919
5. ↑  On Secret Service East of Constantinople, by Peter Hopkirk, John Murray 1994

### فهرست کتاب‌ها
- G.N. Curzon Russia in Central Asia (London), 1889
- Mikhail Annenkov. Ахал-Техинский Оазис и пути к Индии (Санкт-Петербург), ۱۸۸۱
- George Dobson. Russia's Railway Advance Into Central Asia. W. H. Allen & Co, 1890.